# Chema Ruiz
José María "Chema" Ruiz Casares (Santander, 9 de març de 1978) és un baixista càntabre membre del grup (Belgrado) i ex-membre del grup de pop rock El Canto del Loco.

## Biografia
La seva passió com a baixista començà a EGB i als quinze anys començà a tocar en grups. La seva elecció pel baix ve determinada pel mètode de l'eliminació conscient segons explica el Chema. Va escollir el baix, ja que necessitava una distracció, i com que al seu grup d'amics ja hi havia tres guitarristes va evitar la competència i es va decantar pel baix. En Chema tocà en dos grups Receptores Opiáceos (R.O.) i Buzz Station.
Chema Ruiz s'uní a El Canto del Loco gràcies a un amic de la universitat de David Otero. Mentre estudiava fisioteràpia s'assabentar que el grup d'Otero necessitava un baixista; des del 2000, Chema Ruiz és un dels membre del grup. Seguí i acabà estudiant fisioteràpia a Madrid, alhora que acudia al local d'assaig del grup a Algete.
Chema és definit pels seus companys de grup com un "raro" car el seu sentit de l'humor i la seva forma de pensar revela la seva personalitat hermètica. El seu pare i el seu germà són farmacèutics i ell podria haver seguit l'herència familiar, però va decidir anar a viure a Madrid per tal de seguir amb els seus estudis de fisioteràpia.
Finalment, val a dir que les influències musicals d'en Chema han estat des de Hombres G i Mecano fins a Kurt Cobain o Marilyn Manson.
Després de la separació de El Canto del Loco, que se suposa temporal, Chema Ruiz treballa en un projecte al marge dels antics components de la banda. El seu nou grup s'anomena (Belgrado) i està format a més pels músics càntabres Inés Pardo i Mario de Inocencio, amb els qui havia coincidit amb anterioritat a R.O. i Buzzstation, respectivament.

## Discografia

### El Canto del Loco
- El Canto del Loco
- A Contracorriente
- Estados de Ánimo
- Zapatillas
- Hombres G El Canto del Loco estadio Vicente Calderón 6 de julio 2005
- Pequeños Grandes Directos
- ECDL Episodio 1
- Arriba el telón
- Personas
- De personas a personas
- Por mí y por todos mis compañeros...
- Radio la colifata presenta:El Canto del Loco

### Belgrado
- Belgrado

## Filmografia
- El Canto del Loco: Personas (La película) (2009): ell mateix.